# Castle Eaton
 (septembre 2023).
Castle Eaton est une paroisse civile et un village du Wiltshire, en Angleterre.